# モロゴロ
モロゴロ（Morogoro）は、タンザニア南東部のモロゴロ州の州都である。人口は約30万人（2012年）。

## 地理・交通

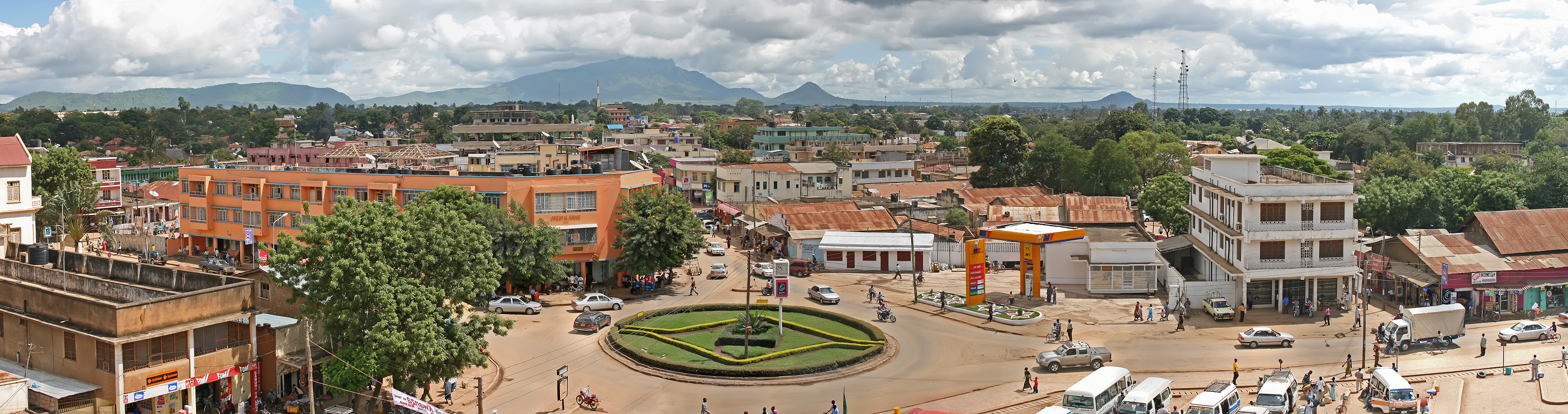
ウルグル山地を背景にしたモロゴロ中心市街地。

モロゴロはウルグル山地の麓に形成された都市である。モロゴロ州全体で見ると、モロゴロは州の北端部に位置する。交通の要衝であり、インド洋岸のダルエスサラームから西へ伸びる
鉄道路線の中央線が通っており、モロゴロから西へ向かうと、キロサを経由して、タンザニアの首都のドドマなどへ行ける。なお、モロゴロ駅は中央線における主要駅の1つに数えられている。

## 事件・事故
現地時間である東アフリカ時間の2019年8月10日の朝に、横転した燃料輸送中のタンクローリーが爆発した。警察による公式発表によれば、75人が死亡し、少なくとも55人が負傷した。これ程までに死者数が増えた理由の1つは、横転したタンクローリーから漏出した燃料を窃盗していた者が、爆発に巻き込まれたためであった。なお、この手の事故としては、2019年8月12日の時点で、タンザニア史上、最悪の被害であった。